# Problèmes de linguistique générale
Les Problèmes de linguistique générale sont deux ouvrages du linguiste français Émile Benveniste, parus en 1966 et 1974. Ils rassemblent une série de 48 articles publiés antérieurement. Les recueils sont considérés par le linguiste Jean-Michel Adam en 1976 comme des « grands textes de la linguistique moderne ». La linguiste Mariagrazia Margaritto fait l'éloge de la clarté et de la rigueur méthodologique. Les deux volumes ont connu une grande influence dans le champ des sciences de l'information et de la communication. 

## Résumé

### Premier volume (1966)
Le premier tome, publié en 1966, rassemble vingt-huit articles classés en six parties thématiques. Dans son avant-propos, Benveniste déclare avoir sélectionné des études qui ne soient pas trop techniques et avoir choisi l'appellation « problèmes » car chaque étude, individuellement et par l'ensemble qu'elles forment, contribue à la problématique du langage sous différents aspects. 

#### Transformations de la linguistique
La première partie se compose de trois chapitres. Le premier, « Tendances récentes en linguistique générale » (1954), dresse un état des lieux de la méthode linguistique, sans rechercher une exhaustivité jugée impossible. La linguistique descriptive (rédaction de dictionnaires, linguistique de terrain en Afrique et en Océanie) est très développée dans les années 1950. Benveniste prévoit que la linguistique ne sera pas une science descriptive (« science des faits empiriques ») mais une science des relations et des déductions.
Le deuxième chapitre, « Coup d'œil sur le développement de la linguistique », initialement publié en 1963, indique que la linguistique est à la fois science du langage et science des langues. Plusieurs distinctions, comme syntagme et paradigme, sont présentées. Au-delà de la forme, pour Benveniste, il faut chercher à analyser la fonction : le langage reproduit littéralement la réalité (la réalité se produit à nouveau à travers le langage). Selon Benveniste, son constat d'une grande abstraction chez les linguistes résulte d'une abstraction contenue dans la structure même du langage.
Le troisième chapitre, « Saussure après un demi-siècle », est écrit en 1963, soit cinquante ans après la mort du linguiste Ferdinand de Saussure. Benveniste fait son éloge, écrivant qu'il a une seconde vie posthume par le rayonnement de ses idées. Saussure, préoccupé par des questions théoriques portant sur le langage, s'éloigne des approches plus historiques de son époque. Tout, chez Saussure, est « dualité oppositive » (par exemple, langue et parole, synchronie et diachronie). 

#### La communication
Cette partie se compose de quatre chapitres. 
Le chapitre quatre, « Nature du signe linguistique » (1939), revient sur la théorie saussurienne de l'arbitraire du signe. Ainsi, selon Benveniste, on ne peut dire que le signe est arbitraire car un même signifié a plusieurs signifiants selon la langue. Benveniste donne un exemple : ce raisonnement reviendrait à dire que la notion de deuil est arbitraire car elle est symbolisée par des vêtements noirs en Europe et des vêtements blancs en Chine. Dans la conscience du locuteur, le lien entre signifié et signifiant, loin d'être arbitraire, est nécessaire. Il y a nécessité, pour Benveniste, dans la structure de la langue. Pourtant, cette critique ne conduit pas Benveniste à rejeter Saussure : il affirme au contraire que c'est la fécondité de la pensée saussurienne qui permet cette contradiction.
Dans le cinquième chapitre, « Communication animale et langage humain » (1952), Benveniste écrit qu'il n'est pas de langage animal. Il cite les travaux de l'éthologue Karl von Frisch au sujet de la danse des abeilles. Il dresse, à partir des observations du zoologue, une liste de différences « essentielles » entre communication animale et langage humain, par exemple la nature indécomposable de l'énoncé. En revanche, on peut établir que les abeilles vivent en société, or la société est une condition de la communication. Cette réflexion permet de délimiter le langage.
Le chapitre six, « Catégories de pensée et catégories de langue », est paru en 1958 dans une revue philosophique. Tous les usages de la langue, nombreux, ont deux points communs : la langue est employée de manière inconsciente (sauf dans les énoncés métalinguistiques), et elle permet de tout dire de la manière que l'on veut. Benveniste demande si l'on peut penser sans langage. Il a, pour répondre, recours aux catégories de langue et de pensée, et pour ce faire traite des catégories d'Aristote. Les catégories de langage apparaissent comme « transpositions » des catégories de pensée. Le verbe être est alors analysé. Ainsi, en ewe, plusieurs verbes peuvent être traduits par être. L'un de ces verbes, qui exprime l'existence, forme un idiomatisme lorsqu'il est joint au mot main, et exprime alors la possession : en ewe, « l'argent est dans ma main » signifie « j'ai de l'argent ». Quand les philosophes grecs s'interrogent sur la nature de l'être, ils sont conditionnés par la structure de la langue grecque. Il conclut le chapitre en écrivant que « aucun type de langue ne peut par lui-même et à lui seul ni favoriser ni empêcher l'activité de l'esprit » et « penser, c'est manier les signes de la langue ».
Le chapitre sept, « Remarques sur la fonction du langage dans la découverte freudienne », est repris d'un article publié en 1956 dans une revue de psychanalyse. La psychanalyse l'intéresse en tant qu'elle se fonde sur ce que le sujet dit. Elle se fonde aussi sur des symboles et des procédés rhétoriques, comme l'euphémisme.

#### Structures et analyses
Cette partie se compose de cinq chapitres.
Le chapitre huit, « Structure en linguistique », est publié en 1962. La notion de structure, qui donne le terme structuralisme, inspire d'autres disciplines que la linguistique (par exemple, Claude Lévi-Strauss en anthropologie). Benveniste cite Saussure et Louis Hjelmslev. Dans la linguistique en langue française, le terme structuralisme renvoie à la priorité donnée à la structure ou au système, dont les parties, solidaires, dépendent les unes des autres.
Le chapitre neuf, « La classification des langues (conférence de 1952-1953) », traite des problèmes posés par une telle classification, la première étant la classification génétique. La linguistique quantitative, par exemple la statistique permet parfois d'établir un degré de parenté entre plusieurs langues. Benveniste réfute les six critères établis par Nikolaï Sergueïevitch Troubetskoï, en se fondant sur une description du takelma par Edward Sapir, cette langue autochtone d'Amérique respectant ces critères sans être indo-européenne. Benveniste prédit, concernant les méthodes de classification, que les linguistes se fonderont davantage sur une structure dérivée que sur la forme matérielle des mots. 
Dans le dixième chapitre, « Les niveaux de l'analyse linguistique » (1964), l'objet de la science linguistique détermine sa méthode, ce qui rend « indispensable » la notion de niveau. Ainsi, les niveaux sont déterminés par la segmentation d'une part, et la substitution d'autre part (au niveau phonologique, la paire minimale en est une illustration. Big et Pig, par exemple, montre que /b/ et /p/ sont des phonèmes). Benveniste appelle les traits distinctifs mérismes, terme qu'il introduit. Forme et sens sont conjoints pour Benveniste. Le niveau de la phrase, définie par Benveniste comme unité du discours, est le dernier en linguistique. 
Le onzième chapitre (1949), « Le système sublogique des prépositions en latin » (1949), se fonde sur la notion de système sublogique telle qu'on la rencontre chez Hjelmslev. Benveniste analyse les prépositions pro et prae, qui signifient devant, en s'aidant d'exemples d'auteurs comme Plaute. Au-delà de l'exemple, Benveniste espère aboutir à un changement général d'ordre méthodologique. 
Le chapitre douze (1962), « Pour l'analyse des fonctions casuelles : le génitif latin » (1962), évoque les travaux du linguiste Albert Wilhem de Groot, qui opère une classification novatrice des emplois du génitif latin. Benveniste revient sur cette classification en définissant le cas génitif en latin comme résultant d'une subordination syntaxique.

#### Fonctions syntaxiques
Cette partie compte cinq chapitres.
Le chapitre treize, « La phrase nominale » (1950), évoque le caractère général de la phrase nominale, présente dans une majorité de langues. Benveniste participe au débat en linguistique, déjà commencé avant lui, sur la distinction entre nom et verbe.
Le quatorzième chapitre, « Actif et moyen dans le verbe » (1950), constitue une analyse des trois voix que l'on rencontre dans certaines langues, comme le grec ancien : actif, passif et moyen, voix établies par les grammairiens grecs. La conclusion du chapitre est que la langue comme la parole se constituent d'unités distinctives, et seule la distinction a un sens. 
Le quinzième chapitre, « La construction passive du parfait transitif » (1952) est une analyse de ce problème en indo-européen. Benveniste analyse le parfait transitif en vieux-perse et en iranien. 
Le seizième chapitre (1960), « Être et avoir dans leurs fonctions linguistiques », commence par analyser le verbe être, en demandant s'il s'agit d'un verbe, et en distinguant le verbe-copule du verbe à proprement parler. Selon Benveniste, la question à poser n'est pas celle de l'omission du verbe être (ce qui est le cas dans des langues comme le sémitique ancien), mais au contraire celle de l'existence d'un tel verbe. Benveniste s'étonne aussi que le verbe avoir ait le statut d'auxiliaire au même titre qu'être. Le verbe avoir, apparu tardivement, se traduit dans certaines langues par être, comme dans les langues altaïques, ou en langue ewe (cas cité plus haut) avec l'exemple « l'argent est dans ma main ». Cependant, être à se distingue de l'expression en français « ce livre est à moi ». 
Le dix-septième chapitre (1957-1958), « La phrase relative, problème de syntaxe générale », vise à comparer la phrase relative dans des langues issues de familles différentes. L'ewe, le navajo, l'arabe et l'indo-européen sont ainsi analysés. Les fonctions et relations entre fonctions sont comparables même entre des langues différentes entre elles. 

#### L'Homme dans la langue
Cette partie compte six chapitres. 
Le chapitre dix-huit, « Structure des relations de personne dans le verbe » (1946), évoque les personnes verbales, au nombre de trois (trois au singulier, trois au pluriel et parfois trois au duel). La forme de citation varie (troisième personne en Inde, première personne en Grèce). Se pose la question de l'existence d'un verbe sans personne (Benveniste analyse l'exemple du coréen). Il qualifie la troisième personne de non-personne, « l'absent » chez les grammairiens arabes. Sont aussi analysés les pluriels inclusifs et exclusifs (nous et vous). Pour Benveniste, nous n'est pas je multiplié, mais dilaté. La seule personne à admettre un véritable pluriel est la troisième, non-personne. 
Le chapitre dix-neuf, « Les relations de temps dans le verbe français » (1959), distingue le plan d'énonciation de l'histoire et celui du discours et analyse les oppositions entre temps verbaux en français.
Le chapitre vingt, « La nature des pronoms » (1956), traite aussi de la non-personne, dans la mesure où les personnes je et tu décrivent une réalité du discours. Benveniste analyse ensuite la relation entre démonstratifs et déixis.
Le chapitre vingt-et-un, « De la subjectivité dans le langage » (1958), est publié dans un journal de psychologie. Il y est dit : « Le langage est dans la nature de l'Homme, qui ne l'a pas fabriqué. » et « est ego qui dit ego ». Benveniste évoque les actes qui se confondent avec la parole, comme je jure. (En pragmatique, il s'agit d'énoncés performatifs, même si le terme performatif n'apparaît pas dans ce chapitre).
Le chapitre vingt-deux, « La philosophie analytique et le langage » (1963), paraît dans une revue de philosophie. Benveniste commence par rappeler que les linguistes se méfient de la philosophie du langage, et que ces deux disciplines semblent être bien distinguées, du fait du manque de préoccupation pour des faits particuliers de la langue chez le philosophe. La notion d'énoncé performatif apparaît (ex. Je vous souhaite la bienvenue), par opposition aux énoncés constatifs, distinction que Benveniste juge nécessaire.
Le chapitre vingt-trois, « Les verbes délocutifs » (1958), introduit une classe de verbes issus d'une locution, comme le latin salutare, qui signifie littéralement dire salut. Il s'agit d'une relation formelle, la question de l'intention (par exemple, dans Welcome ! (souhait de bienvenue)) étant étrangère au problème.

#### Lexique et culture
Cette partie compte cinq chapitres. 
Dans le chapitre vingt-quatre, « Problèmes sémantiques de la reconstruction » (1954), Benveniste analyse notamment les étymologies de story (récit et étage) et de vol (larcin et déplacement aérien). Il s'agit, dans tous les exemples donnés par l'auteur, d'identifier les variantes et les traits distinctifs.
Dans le chapitre vingt-cinq, « Euphémismes anciens et modernes » (1949), Benveniste relève un paradoxe quant aux sens du mot grec à l'origine du mot euphémisme : il signifie à la fois garder le silence et crier. Le sens de garder le silence reflète une tendance inscrite dans la culture, et est lié au fait de ne pas dire de paroles de mauvais augure (par exemple, l'expression en français « ne parlez pas de malheur », correspond à cette tendance). Les croyances culturelles concernant des périodes (jour faste et néfaste en Rome antique, croyances liées au matin chez les Berbères) traduisent aussi des craintes relevant du sacré. Benveniste analyse ensuite les mots signifiant tuer en grec, notamment employés chez Hérodote. 
Le chapitre vingt-six, « Don et échange dans le vocabulaire indo-européen » (1951), est publié dans une revue de sociologie. Marcel Mauss est mentionné. Prendre et donner semble, en indoeuropéen, des polarités. Le terme « échange » est aussi analysé. La valeur a pour origine la valeur d'échange, y compris dans le cas de la vente d'esclaves. 
Le chapitre vingt-sept, « La notion de rythme dans son expression linguistique », est publié en 1951 dans un journal de psychologie. En grec ancien, les philosophes atomistes font du mot à l'origine de rythme un terme technique. La sémantique du mot rythme est une construction lente. 
Le chapitre vingt-huit, dernier de l'ouvrage, est publié en 1954 et s'intitule « Civilisation, contribution à l'histoire du mot ». Il retrace l'analyse du mot civilisation par Lucien Febvre dans une publication en hommage à cet historien.

### Second volume (1974)
Le second volume, publié en 1974, compte vingt chapitres répartis en cinq unités thématiques ayant les mêmes titres que celles du premier.

#### Transformations de la linguistique
Le chapitre premier, « Structuralisme et linguistique » (1968), est un entretien entre Benveniste et Pierre Daix. Benveniste parle d'Antoine Meillet dont il fait l'éloge, Noam Chomsky est aussi évoqué. Le sens sémiotique est dit immédiat, sans histoire ni environnement. Le vingtième siècle semble à Benveniste un moment d'intense transformation de la discipline linguistique. 
Le deuxième chapitre, « Ce langage qui fait l'histoire » (1968), est aussi un entretien réalisé avec Guy Dumur. Après une définition de la linguistique comme une science du langage qui englobe toutes les sciences traditionnelles comme la grammaire ou la philologie, l'histoire de la linguistique est retracée. Elle est considérée par Benveniste comme ayant débuté plusieurs fois, chez les Occidentaux, c'est en Grèce antique, mais Benveniste évoque aussi Panini. Ce dernier, selon le linguiste, écrit un texte purement formel sans spéculation philosophique, et difficile d'accès, qui inspire les structuralistes dans la mesure où ces derniers refusent tout mentalisme (toute implication psychologique), là où Noam Chomsky, inspiré par René Descartes, s'oppose à cette conception. Selon Benveniste, des changements en profondeur se produisent.

#### La communication
Le chapitre trois (1957), « Sémiologie de la langue », pose la question de la place de la langue dans une science des signes, avec l'aide de la lecture de Charles Sanders Peirce et de Saussure. Benveniste conclut par un dépassement de la notion de signe. 
Le chapitre quatre (1965), « Le langage et l'expérience humaine », analyse la personne grammaticale et le temps. L'expérience humaine dans le langage est l'acte de parole, notamment dans la deixis.
Le chapitre cinq (1970), « L'appareil formel de l'énonciation », introduit une distinction entre l'emploi des formes et l'emploi de la langue. Benveniste suggère de futures études fondées sur les textes écrits.

#### Structures et analyses
Le chapitre six (1968), « Structure de la langue et structure de la société », énonce la contradiction suivante : alors que langage et société sont solidaires et ne peuvent exister l'un sans l'autre, la société (ainsi, des langues proches peuvent être parlées dans des sociétés culturellement différentes, une langue reste stable pendant des changements de société : le russe ne connaît pas de bouleversement en 1917) semble indépendante du langage. Edward Sapir déclare ainsi que le niveau de complexité d'une langue ne dépend pas du niveau de complexité d'une culture.
Le chapitre sept, « Convergences typologiques (1966), traite d'abord de composés verbaux en français. Ensuite, la facilité de composition en païute (langue uzo-aztèque) est aussi montrée. La composition en français témoigne d'une innovation typologique.
Le huitième chapitre (1969), « Mécanismes de transposition, traite de la morphologie des noms d'agent en français, construits avec le suffixe -eur. Ce dernier confère deux sens différents : celui qui exerce une activité professionnelle (par exemple, un danseur, qui participe à des ballets), ou celui qui remplit une occupation occasionnelle (une personne qui danse au moment où je la décris), tous deux étant transposition de il danse. De même, certains noms en -eur ne s'emploient qu'avec des adjectifs : un bon marcheur s'emploie, un marcheur non. Un autre exemple concerne travailleur comme adjectif (il est travailleur), qui s'oppose à oisif, et travailleur comme nom, qui s'oppose à bourgeois. De tels mécanismes doivent s'étudier avec leur contexte syntaxique.
Le neuvième chapitre (1966), « Les transformations des catégories linguistiques », analyse les classes grammaticales d'un point de vue diachronique. Benveniste distingue les transformations innovantes (disparition et apparition de classes formelles, par exemple l'apparition d'une classe d'adverbe en -ly : recent donne recently) des transformations qu'il nomme conservantes (par exemple, le comparatif morphologique devenant une combinaison adverbe + adjectif). Benveniste analyse le parfait en latin (habere + participe passé). Le modèle indoeuropéen peut, selon lui, servir à analyser d'autres langues.
Le chapitre dix (1972), « Pour une sémantique de la préposition allemande vor », évoque d'abord le onzième chapitre du volume 1 (au sujet de prae en latin). Benveniste analyse l'emploi que l'on suppose causal de vor, en relisant les travaux de Jacob Grimm sur la langue allemande. Il s'agit de comprendre la relation sémantique de vor d'une part au verbe, d'autre part au nom.

#### Fonctions syntaxiques
Le chapitre onze, « Fondements syntaxiques de la composition nominale » (1967), pose la question de la fonction syntaxique des composés. Benveniste distingue deux classes de composés : celle dont la relation tient « entièrement et uniquement entre les deux termes », comme père-mère en védique, et celle dont la relation dépasse les deux termes, comme l'anglais blue-eyed, aux yeux bleus.
Le chapitre douze, « Formes nouvelles de la composition nominale » (1966), traite de néologismes, notamment dans le domaine scientifique. Les mots microbe et otarie sont analysés dans leur étymologie ; les dictionnaires se trompant à ce sujet. Ainsi, microbe signifie étymologiquement, en grec ancien, selon les dictionnaires contemporains de Benveniste « qui a la vie courte », et otarie « aux petites oreilles » (dans le premier cas, c'est en fait organisme microscopique, à la vie courte n'ayant pu s'employer en grec, et dans le deuxième il s'agit de l'oreille externe, qui est justement apparente, et non de la petite oreille). L'emploi de de et à est aussi analysé, dans moulin à vent, par exemple. Benveniste montre que, pour comprendre un néologisme, il faut connaître l'intention de son auteur.
Le chapitre treize, « Structure des relations d'auxiliarité (1965), traite d'un sujet alors peu abordé en linguistique mais connu de la grammaire traditionnelle, les verbes auxiliaires. Benveniste pose des règles liées à ce qu'il nomme l'auxiliation. 

#### L'Homme dans la langue
Le quatorzième chapitre, « L'antonyme et le pronom en français moderne » (1965), compte un tableau des combinaisons possibles de pronoms au mode impératif et aux autres modes. La troisième personne (que Benveniste considère ailleurs comme non-personne), a donc un statut différent des deux autres.
Le quinzième chapitre, « La forme et le sens dans le langage » (1967), traite de sémiotique. Il s'agit du rapport écrit d'un congrès se terminant par une discussion.

#### Lexique et culture
Le chapitre seize, « Diffusion d'un terme de culture : latin orarium » (1969), traite de l'emprunt et pose pour thèse que pour établir une étymologie, il faut suivre toute l'histoire du mot sans se limiter au domaine de ce dernier. Ainsi, Benveniste donne l'exemple d'un terme grec ayant le sens de serviette, mais qui en latin prend le sens du linge enveloppant la tête des morts, et donne le nom suaire. 
Le chapitre dix-sept, « Genèse du terme « scientifique » (1969), retrace l'histoire de ce terme, notamment dans le rapport entre science et scientifique. Alors que le suffixe x-ifique signifie qui produit ou confère x (calorifique, honorifique), l'adjectif scientifique s'est formé en latin, dans une traduction depuis le grec ancien de Boèce. La double signification (relatif à la science et qui produit la science) se perd, alors qu'elle était présente chez Boèce. 
Le dix-huitième chapitre, « La blasphémie et l'euphémie » (1969), propose deux néologismes dans son titre. L'action conjointe de ces deux actes se produit dans le juron. Le blasphème est atténué par l'euphémisme, comme dans le juron nom d'une pipe (remplaçant nom de Dieu). 
Le dix-neuvième chapitre, « Comment s'est formée une différentiation lexicale en français » (1966), pose la question de la manière dont deux termes de la même famille mais n'ayant pas de relation sémantique se sont différentiés. Le lien entre amenuiser et menuisier, par exemple, se trouve dans le latin minutus, influencé par un adjectif en grec ancien. Un tel phénomène (la différentiation) est fréquent. 
Le vingtième et dernier chapitre, « Deux modèles linguistiques de la cité » (1970), analyse les relations entre le mot citoyen et le mot cité dans différentes langues. Ainsi, le mot latin civitas (cité) provient du mot cives (que l'on traduit par citoyen), alors qu'en grec ancien, et dans d'autres langues indo-européennes, dont le français, c'est le mot citoyen qui dérive du mot cité. Benveniste conclut : « Toute l'histoire lexicale et conceptuelle de la pensée politique est encore à découvrir »,.

## Réception critique

### Au vingtième siècle
Le linguiste américain Winfred P. Lehmann (en) commente le premier tome des Problèmes de linguistique générales et en fait l'éloge, jugeant les articles bien écrits et compacts. Il évoque notamment le chapitre vingt-huit, sur le nom civilisation en français. 
La linguiste Mariagrazia Margaritto propose en 1997 une lecture en filigrane de l'œuvre sous le prisme de la méthode, déclarant que Benveniste a l'originalité de décrire la démarche employée. Elle note une certaine générosité déictique et un effort didactique manifeste. Elle cite la linguiste Catherine Kerbrat-Orecchioni : « le langage verbal est donc par essence fait pour être adressé » et rappelle, chez Benveniste, la polarité je-tu (qui fait de il une non-personne), l'un de ses apports les plus connus de cet ouvrage. Antoine Meillet ainsi que Roland Barthes font l'éloge de Benveniste. Plusieurs procédés rhétoriques, qui semblent prendre une valeur didactique, sont employés par Benveniste : calques, personnifications, métaphores. Si la terminologie scientifique est employée, elle est accompagnée de termes poétiques plus généraux, qui font que l'écriture de Benveniste « oscille » entre langage de spécialité et langage commun. Le texte compte certains apartés d'ordre général. Enfin, Margaritto écrit du style de Benveniste qu'il est d'une « qualité extraordinaire », se fondant notamment sur les dernières lignes du chapitre onze du deuxième volume. 
Pour Jean-Michel Adam, dans un compte rendu de 1976, le premier tome eut une « influence indéniable ». Dans sa critique du deuxième volume, il déclare que le premier chapitre est « inséparable » des chapitres deux et trois du premier tome. Concernant la partie sur la communication, Jean-Michel Adam rappelle que les travaux de John Searle et John Langshaw Austin furent traduits depuis la publication du chapitre six du deuxième volume, et que des travaux d'Oswald Ducrot furent rédigés, ce qui rend cette étude un peu obsolète. Le chapitre treize est jugé clair, et répond pour Adam à une question difficile à traiter. La partie l'Homme dans la langue, jugée certes importante, mais moins que son homologue du premier tome, « quasi-historique », même si la distinction entre récit/histoire et discours ne s'opère plus depuis (mais était importante du temps de Benveniste). De la partie sur lexique et culture, Adam mentionne le chapitre dix-sept, et évoque plus longuement le dernier chapitre, dont il déplore une fin trop rapide. Pour Adam, la critique de ces livres, qui constituent de grands textes de la linguistique moderne, est nécessaire et doit s'inscrire dans une conception de la linguistique comme matérialiste et comme science des pratiques discursives .

### Au vingt-et-unième siècle
D'après Roland Barthes, Benveniste, « pur linguiste », ne cesse en réalité de prendre en compte « le réel de l'Homme », à savoir la culture et les institutions. Benveniste, « difficile à cerner » selon les auteurs de l'ouvrage critique Relire Benveniste, se caractérise par sa thèse de l'énonciation (notamment dans le chapitre dix-neuf du premier volume sur les temps verbaux) et par « l'explicitation linguistique d'oppositions qui n'en sont pas toujours ». On trouve chez Benveniste, selon ces auteurs, un « continuum discursif de la langue ». L'analyse de Jean-Michel Adam comme continuum est rappelée. Les pensées de Benveniste et de Culioli sont aussi articulées. Autour de Benveniste se sont rassemblés plusieurs linguistes, en dépit de l'absence de volonté de faire école chez Benveniste.